# Saison 1985 de l'USFL
Navigation
1984
- Conférence Ouest
- Conférence Est

La saison 1985 de l'USFL est la 3e et dernière édition du championnat professionnel de football américain organisé par la ligue mineure dénommée United States Football League.
Il s'agit d'une ligue de printemps dans la mesure où le calendrier de la saison est décalé par rapport à celui de la prestigieuse NFL.
La saison régulière 1985 commence le 23 février et se termine le 24 juin.
Les quarts de finale se déroulent les 29, 30 juin et le 1er juillet, les demi-finales les 6 et 7 juillet et la finale le 14 juillet au Giants Stadium d'East Rutherford dans le New Jersey.
Elle met en présence quatorze franchises réparties entre deux conférences comptant sept équipes.
La finale est remportée pour la deuxième fois par les Stars de Baltimore (précédemment dénommés Stars de Philadelphie).

## Classement général de la saison régulière
| Qualifié pour les 1/4 de finale |

| Franchise            | Vic. | Déf. | Nuls | % vic. | +   | -   |
| -------------------- | ---- | ---- | ---- | ------ | --- | --- |
| Birmingham Stallions | 13   | 05   | 0    | 77,2   | 436 | 299 |
| New Jersey Generals  | 11   | 07   | 0    | 61,1   | 418 | 378 |
| Memphis Showboats    | 11   | 07   | 0    | 61,1   | 429 | 337 |
| Baltimore Stars      | 10   | 07   | 1    | 58,3   | 368 | 260 |
| Tampa Bay Bandits    | 10   | 08   | 0    | 55,6   | 405 | 422 |
| Jacksonville Bulls   | 09   | 09   | 0    | 50,0   | 407 | 402 |
| Orlando Renegades    | 05   | 13   | 0    | 27,8   | 308 | 481 |

| Franchise           | Vic. | Déf. | Nuls | % vic. | +   | -   |
| ------------------- | ---- | ---- | ---- | ------ | --- | --- |
| Oakland Invaders    | 13   | 04   | 1    | 75,0   | 473 | 359 |
| Denver Gold         | 11   | 07   | 0    | 61,1   | 433 | 389 |
| Houston Gamblers    | 10   | 08   | 0    | 55,6   | 544 | 388 |
| Arizona Outlaws     | 08   | 10   | 0    | 44,4   | 376 | 405 |
| Portland Breakers   | 06   | 12   | 0    | 33,3   | 275 | 422 |
| San Antonio Guns    | 05   | 13   | 0    | 27,8   | 296 | 436 |
| Los Angeles Express | 03   | 15   | 0    | 16,7   | 266 | 456 |

## Série éliminatoire
Les vainqueurs sont en gras
| Date             | Domicile             | Score   | Visiteur          |
| 29 juin 1985     | Birmingham Stallions | 22 - 20 | Houston Gamblers  |
| 30 juin 1985     | Oakland Invaders     | 30 - 27 | Tampa Bay Bandits |
| 30 juin 1985     | Memphis Showboats    | 48 - 07 | Denver Gold       |
| 1er juillet 1985 | New Jersey Generals  | 17 - 20 | Baltimore Stars   |

| Date           | Domicile             | Score   | Visiteur         |
| 6 juillet 1985 | Memphis Showboats    | 19 - 28 | Oakland Invaders |
| 7 juillet 1985 | Birmingham Stallions | 14 - 28 | Baltimore Stars  |

## Finale
| Date            | Vainqueur       | Score   | Finaliste        |
| 14 juillet 1985 | Baltimore Stars | 28 - 24 | Oakland Invaders |